# مقتل مرديث كيرتشر
كانت ميريديث سوزانا كارا كيرشر (بالإنجليزية: Meredith Susanna Cara Kercher)‏ ، (ولدت في28 ديسمبر 1985 - توفيت في 1 نوفمبر 2007) طالبة بريطانية ضمن برنامج التبادل الطلابي في جامعة ليدز والتي تم العثور عليها مقتولة في بيروجيا، إيطاليا في الأول من نوفمبر 2007 وكنت في الحادي والعشرين من عمرها، حيث عُثر عليها ميتة على الأرض بغرفة نومها. وعندما تم تحديد بصمات الأصابع الملطخة بالدماء في مكان الحادث والتي تعود إلي رودي جويدي، كانت الشرطة قد اتهمت بالفعل زميلة كيرتشر الأمريكية في السكن والتي تدعى أماندا نوكس وصديقها الإيطالي رافاييل سوليليتو.
وقد تلقت المحاكمات القضائية التالية لنوك وسوليسيتو دعماً دولياً، حيث أخذ خبراء الطب الشرعي والقانوني وجهة نظر ناقده للأدلة المؤيدة للأحكام المبدئية
وتمت محاكمة Guede بشكل منفصل في إجراء سريع وفي أكتوبر 2008 تم إدانته بالاعتداء الجنسي وقتل كيرشر، ويقضي حاليا حكما بالسجن لمدة 16 سنة وذلك لأنه استنفد عملية الطعن.
تم إطلاق سراح كلا من نوكس وسوليكيتو بعد حوالي أربع سنوات من تبرئتهم في محاكمة من المستوى الثاني، وعلى الرغم من أنه تم الحكم على نوكس بالسجن لمدة 3 سنوات بتهمة إتهام الأبرياء بشكل ضار، وعادت على الفور إلى الولايات المتحدة. ومع ذلك، فقد أعلنت المحكمة العليا في إيطاليا في عام 2013 الأحكام الاستئنافية للبراءة «غير منطقية بشكل واضح». وكان لا بد من تكرار محاكمات الاستئناف، وقد وقعت في فلورنسا، حيث تمت إدانة الاثنين مرة أخرى في عام 2014.
وفي النهاية ألغت المحكمة العليا إدانة كلا من نوكس وسوليسيتو في 27 مارس 2015, وأسندت محكمة النقض العليا إلى أحكام المادة §2 530 من قانون الإجراءات الإيطالي بأنه «شك غير معقول» وأمر بعدم إجراء أي محاكمة أخرى، مما أدى إلى تبرئتهم وإنهاء المحاكمة. وأشار الحكم إلى أنه بما أن الأدلة العلمية كانت «مركزية» في القضية، فقد كانت هناك «أخطاء واضحة» أو «فقدان الذاكرة» و «إغفال أنشطة التحقيق».

## الخلفية
ميريديث سوزانا كارا كيرشر (من مواليد 28 كانون الأول / ديسمبر 1985 في ساوثوارك، جنوب لندن)، التي عرفها أصدقائها باسم «ميز»، عاشت في كولستون بجنوب لندن. كان لديها أخوان أكبر سنا، وهما جون ولايل، وأيضا أخت كبرى تدعى ستيفاني، والدها يعرف أيضا باسم جون وهو صحفي حر، والدتها تدعى ارلين، هي ربة منزل. وذهبت كيرشر إلى مدرسة القصر القديم في كرويدون وكانت في غاية الحماس لدراسة اللغة الايطالية وثقافتها، وعادت بعد رحلة تبادل دراسي  لقضاء إجازتها الصيفية مع عائلة في سيسا أورونكا حيث كانت في الخامسة عشر من عمرها.
درست كيرشر السياسة الأوروبية واللغة الإيطالية في جامعة ليدز، وعملت كساقية ومرشدة سياحية وقد ظهرت عام 2004 في الفيديو الموسيقي لأغنية «البعض يقول» لكرستيان ليونتى وذلك لتحسين دخلها. كانت كيرشر تتطلع للعمل في الاتحاد الأوروبي أو كصحفية، وفي أكتوبر 2007 التحقت بجامعة بيروجيا، وهناك بدأت دورات في التاريخ الحديث والنظرية السياسية، وتاريخ السينما، ووصفها زملائها الطلاب بأنها شخص عطوف (يهتم لأمر الآخرين), وذكى، وبارع وأيضا شخص ذو شعبية. 